# Алејжадињо
Антонио Франсиско Лизбоа (порт. Antônio Francisco Lisboa), познатији као Алејжадињо (порт. Aleijadinho; Оро Прето, 1738 — Оро Прето, 18. новембар 1814) је био најзначајнији градитељ и вајар бразилског барока.
Његова дела се налазе у колонијаним градовима бразилске државе Минас Жераис.

## Биографија
Алејжадињо је рођен под именом Антонио Франсиско Лизбоа (Antônio Francisco Lisboa). Отац му је био португалски столар и архитекта Маноел Франсиско де Коста Лизбоа (Manoel Francisco de Costa Lisboa), а мајка црна робиња Изабела. Надимак Алејжадињо (o Aleijadinho, „мали сакати“) добио је по дегенеративној болести, вероватно лепри, која му је временом уништавала руке и ноге. Када су му прсти и ноге постали неупотребљиви, Алејжадињови ученици су везивали алатке за његове патрљке како би могао да ради.
Цео живот је посветио изградњи и вајању дела религиозне тематике богатих барокних форми изванредног квалитета. Овај стил у уметности је познат под именом „Минеиро барок“. Постао је популаран у целом Бразилу, иако Алејжадињо никада није напуштао свој родни крај око Оро Претоа.

## Дела
Његове скуптуре и рељефи израђени од вулканских стена или дрвета, као и архитектонска дела, налазе се у Оро Претоу, Сабари, Маријани и Конгоњасу. У Конгоњасу се налази циклус скулптура у природној величини посвећен теми Христових мука и распећа, као и скулптуре пророка. Црква Светог Франсиска из Асизија (Igreja Sao Francisco de Assis) у Оро Прету је Алејжадињово дело. У овом граду се налази и музеј посвећен овом уметнику, близу цркве Носа Сењора да Консеисао (Matriz de Nossa Senhora da Conceiçao de Antônio Dias) у којој је Алејжадињо сахрањен.